# Мстиславичи (Мономаховичи)
Мстиславичи — ветвь княжеского рода Мономаховичей, произошедшая от князя Мстислава Владимировича. Иногда выделяется в историографии, противопоставляясь суздальским Юрьевичам. Старший — Всеволод — и Святополк Мстиславичи не имели мужского потомства, потомки самого младшего — Владимира Мстиславича — были второстепенными князьями, и только потомство Изяслава и Ростислава Мстиславичей удержалось соответственно на Волыни и в Смоленске, создав местные династии, княжившие около полутора веков. Из Изяславичей волынских вышли галицко-волынские Романовичи, из Ростиславичей смоленских — ярославские и брянские князья.

## История
Потомкам Мстислава Великого начиная с 1130-х годов пришлось вести борьбу с младшими дядьями в условиях распада единой Киевской Руси. Мстислав Великий, умирая, оставил сыновей: Всеволода в Новгороде, Изяслава в Полоцке, Ростислава в Смоленске. Однако уже в 1132-1136 Новгород и Полоцк были утрачены из-за вовлечения Мстиславичей в борьбу за Переяславль Южный. Тогда Мстиславичи вступили в союз с Ольговичами против своих дядьёв, и по смерти Всеволода Ольговича на киевском княжении (1146) великим князем стал Изяслав Мстиславич, успешно боровшийся со своим дядей Юрием Долгоруким.
В 1156 году Мстиславу Изяславичу удалось закрепиться на Волыни, отделив её от Киева. Смоленские Мстиславичи (Ростислав и его потомки) смогли удерживать Смоленск, а также постоянно княжить в Киевской земле, даже уступая собственно киевский престол более старшим претендентам — в 1167-69 Мстиславу Изяславичу волынскому, в 1169-71 Глебу Юрьевичу переяславскому (из суздальских Юрьевичей), в 1171-75 Ингварю Ярославичу луцкому (племяннику Мстислава волынского), в 1181-94 Святославу Всеволодовичу черниговскому.
В 1195 году произошёл разрыв между волынской и смоленской ветвями Мстиславичей, а когда Роман волынский овладел Галичем, смоленские Ростиславичи вступили в союз с Ольговичами. Рюрик Ростиславич в итоге был захвачен Романом Мстиславичем и пострижен в монахи. В 1206-1208 годах Волынь ненадолго была отнята у Мстиславичей Ольговичами. Волынские Изяславичи после многолетней борьбы вернули Галич в 1229 и окончательно в 1239 годах. Династия пресеклась в первой половине XIV века, владения были разделены между Литвой и Польшей в 1392 году.
В 1209-1222 годах смоленские Ростиславичи достигли апогея могущества, поставив под контроль Новгород, Киев, Галич, Полоцк и косвенно — Владимир (1216). В конце XIII века смоленские князья овладели брянским и ярославским престолами посредством династических браков, в 1356 году утратили Брянск в пользу Литвы. В 1404 году Литвой был захвачен и сам Смоленск.

## Родословная
Сыновья Мстислава-Гаральда Владимировича Великого (IX):
- Всеволод (Гавриил) (?—1138), князь Новгородский (1117—1132, 1133—1136), Переяславский (1132—1133), Вышгородский (1136—1137), Псковский (1137—1138)
- Изяслав (Пантелеймон) (ок. 1096—1154), князь Курский (1127—1130), Полоцкий (1130—1132), Переяславский (1132—1133, 1142—1146), Минский (1132), Владимирский (Волынский) (1135—1142, 1149—1152), великий князь Киевский (1146—1149, 1150, 1151—1154) (от Изяслава — династия в Волынской земле)
- Ростислав (Михаил) (ок. 1110—1167), князь Смоленский (1125—1154, 1154—1159, 1161), Новгородский (1153), великий князь Киевский (1154, 1159—1161, 1161—1167) (от Ростислава — династия в Смоленской земле)
- Святополк (Иван) (?—1154), князь Полоцкий (1132), Псковский (1133—1139), Берестейский (1140), Новгородский (1142—1148), Владимирский (Волынский) (1148—1149, 1150, 1152—1154), Луцкий (1150—1151, 1151—1152)
- Владимир (Дмитрий) (1132—1171), князь Остерский (1147), Луцкий (1149), Дорогобужский (1152—1154, 1170—1171), Владимирский (Волынский) (1154—1158), Слуцкий (1161), Трипольский (1162—1168), Котельницкий (1169), великий князь Киевский (1167, 1171)

Сыновья Всеволода Мстиславича (X):
- Владимир (Иван) (?—1141), князь Новгородский (1136)
- Мстислав (?—1168)

Сыновья Владимира Мстиславича (X):
- Ростислав, князь Каневский (1163—1169), Трипольский (1191—1202)
- Мстислав, князь Дорогобужский (1171—1173), Трипольский (1173—?), Каневский (1194—1203)
- Ярослав, князь Новгородский (1182—1184, 1187—1196, 1197—1199), Торжский (1196—1197), Вышгородский (?—1205)
- Святослав (?)